# Rielasingen-Worblingen
Rielasingen-Worblingen ist eine Gemeinde im Landkreis Konstanz in Baden-Württemberg südlich von Singen (Hohentwiel), unmittelbar an der Schweizer Grenze.

## Geographie

### Geographische Lage
Rielasingen-Worblingen liegt an der Radolfzeller Aach.

### Gemeindegliederung
Die Gemeinde besteht aus den drei ehemals selbstständigen Gemeinden Rielasingen, Arlen und Worblingen mit den Dörfern Rielasingen mit Arlen und Worblingen und den Höfen Rosenegg und Hittisheim.

## Geschichte
Die Gemeinde Rielasingen-Worblingen wurde am 1. Januar 1975 durch Vereinigung der Gemeinden Rielasingen und Worblingen gebildet.

### Ortsteil Arlen

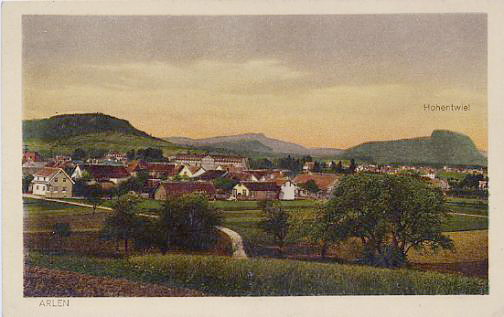
Arlen am Hohentwiel um 1920

Im Jahr 1005 wurde die ehemals politisch selbständige Gemeinde Arlen urkundlich erstmals als „Arola“ erwähnt. Anlässlich der Verlegung des Klosters St. Georgen vom Hohentwiel nach Stein am Rhein kam durch Schenkung von König Heinrich II. das Dorf Arola an dieses Kloster St. Georgen, welches in den folgenden Jahrhunderten den größten Teil der örtlichen Güter besaß. Vom 14. bis 16. Jahrhundert übten die Herren von Klingenberg die Vogteirechte, die sie als Lehen des Erzherzogtums Österreich besaßen, in Arlen aus. 1655 war der Ort Teil der Herrschaft Singen, die von Erzherzogtum Österreich an die Freiherren von Rost verpfändet wurde. Nach ihrem Aussterben kam die Herrschaft Singen mit Arlen 1774 an die Grafen von Enzenberg. 1810 fiel Arlen an das Großherzogtum Baden.

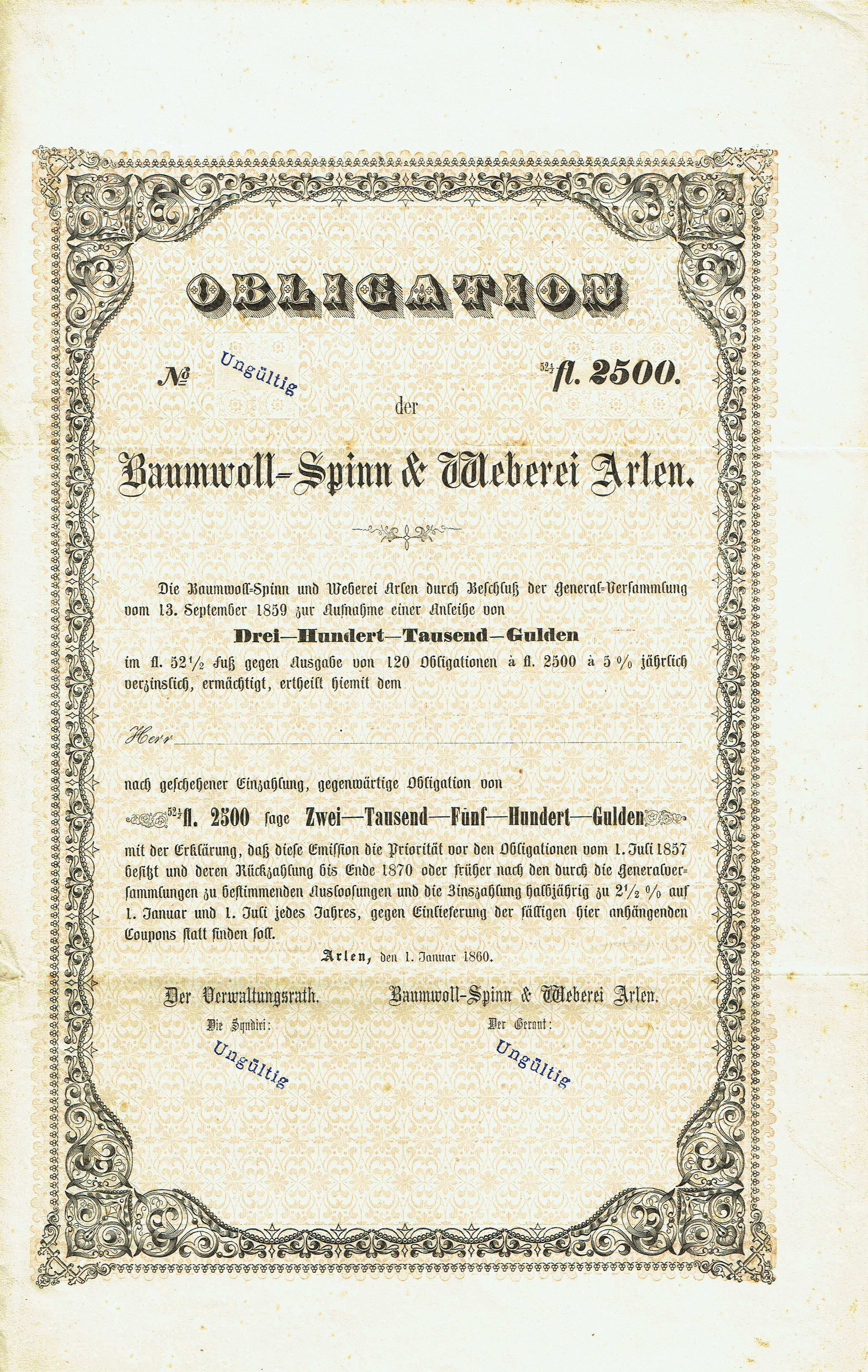
Obligation über 2500 Gulden der Baumwoll-Spinn & Weberei Arlen vom 1. Januar 1860

Die erste Ansiedlung von Industrie erfolgte 1834 mit der Gründung der „Baumwoll-Spinn & Weberei Arlen“ durch den in Amsterdam in den Niederlanden geborenen Unternehmer Johann Hermann Ferdinand ten Brink (1810–1887). Seine Eltern, Brüder und Schwestern wohnten damals in Boxtel. Damit wurde ein wirtschaftlicher Strukturwandel eingeleitet, in dessen Zuge die Landwirtschaft am Ort immer mehr an Bedeutung verlor. Die Unternehmerfamilie ten Brink prägte in den folgenden 150 Jahren nicht nur wirtschaftlich Arlen und den Hegau, sondern auch im sozialen Bereich. Für die damalige Zeit außergewöhnlich, zahlte das Unternehmen neben dem Lohn Zulagen für kinderreiche Arbeiterfamilien. Zusätzlich errichtete es einen Unterstützungsfonds für erwerbsunfähige und altersschwache Arbeiter, Arbeiterwohnhäuser mit Garten, eine Betriebssparkasse und die wohl erste Betriebskrankenkasse in ganz Südwestdeutschland. Hinzu kamen Fabrikspeiseanstalten, Kurse für gesunde Ernährung und ein Mädchenheim (das so genannte „Klösterle“) für ledige Arbeiterinnen in Arlen und Volkertshausen.
Zudem gründete die Familie verschiedene wohltätige Einrichtungen, die der ganzen Bevölkerung zugutekamen, u. a. ein Sanatorium für Tuberkulosekranke, das Heinrich-Hospital in Arlen, drei Kindergärten in Arlen, Rielasingen und Volkertshausen und die Bürgerschule als Realschule in Rielasingen.
1936 endete die politische Selbständigkeit Arlens mit dessen Zwangseingemeindung nach Rielasingen. Letztere musste zugleich über 129 ha Gemarkungsfläche an Singen am Hohentwiel abtreten.

### Ortsteil Rielasingen
Im Ortsteil Rielasingen stammen die wichtigsten Zeugnisse einer menschlichen Besiedlung aus der Hallstattzeit. Hügelgräber enthielten Geräte und Schmuckstücke aus dieser Kulturepoche. Zwei vermutlich alemannische Friedhöfe weisen Rielasingen als frühe Siedlung aus. Der Ort wurde 1155 als „Villa Röleizingen“ in einer Urkunde Kaiser Barbarossas erstmals erwähnt. Der Name leitet sich wahrscheinlich von einem Personennamen her. Zu den ältesten und bedeutendsten mittelalterlichen Grundherren in Rielasingen gehörten die Klöster Reichenau und St. Georgen in Stein am Rhein. Lehensträger der Reichenauer Güter und Dorfherren waren die Freiherren von Rosenegg. Nach ihrem Aussterben 1480 kam die Herrschaft Rosenegg mit dem größten Teil des Dorfes an die Grafen von Lupfen. Ihre Nachfolger waren von 1582 an die Freiherren von Mörsperg-Belfort. 1610 gelangte Rielasingen schließlich in den Besitz des Bischofs von Konstanz und gehörte bis zur Säkularisation 1803 zum Hochstift Konstanz. Seit dieser Zeit gehörte Rielasingen zur Markgrafschaft Baden.

### Ortsteil Worblingen
Die Entstehung von Worblingen geht in die alemannische Zeit zurück. Der Ortsname – abgeleitet vom Personennamen „Wormilo“ – erscheint erstmals 1165 in einer Zinsliste des Klosters Reichenau, zu dessen Besitz der größte Teil des Ortes gehörte. Von etwa 1300 bis 1456 waren die Herren von Stein im Besitz des Reichenauischen Lehens Worblingen. Dann folgte die Ritterfamilie von Klingenberg. Ab 1603 befand sich Worblingen unter der Herrschaft der Herren von Dankenschweil. Archilles von Dankenschweil ließ 1611 anstelle der 1499 zerstörten Burg ein Schloss im Dorf errichten. Die Freiherren von Liebenfels waren bis zum Übergang Worblingens an das Großherzogtum Baden 1806 die Ortsherren. Wie in Wangen, Gailingen und Randegg, ebenfalls reichsritterschaftliche Orte im Hegau, ließen sich in Worblingen zahlreiche Juden nieder. Ein eigener jüdischer Friedhof wurde 1857 angelegt. 1875 zählte man 95 jüdische Bürger am Ort.
Die Gemeinde Worblingen schloss sich im Rahmen der Gemeindereform am 1. Januar 1975 mit der Nachbargemeinde Rielasingen zur Einheitsgemeinde Rielasingen-Worblingen zusammen.

## Politik

### Gemeinderat
Der Gemeinderat in Rielasingen-Worblingen besteht aus den 18 gewählten ehrenamtlichen Gemeinderäten und dem Bürgermeister als Vorsitzendem. Der Bürgermeister ist im Gemeinderat stimmberechtigt.
Die Kommunalwahl am 9. Juni 2024 führte zu folgendem Endergebnis.
| Parteien und Wählergemeinschaften | Parteien und Wählergemeinschaften                         | % 2024  | Sitze 2024 | % 2019 | Sitze 2019 | Kommunalwahl 2024 %3020100 29,79 %24,16 %18,73 %13,71 %13,60 % FWCDUAfDGrüneSPDGewinne und Verlusteim Vergleich zu 2019 %p 12 10 8 6 4 2 0 −2 −4 −6 −8+0,59 %p−2,34 %p+11,53 %p−6,99 %p−2,80 %pFWCDUAfDGrüneSPD |
| FW                                | Freie Wähler Rielasingen-Worblingen                       | 29,79   | 5          | 29,2   | 5          | Kommunalwahl 2024 %3020100 29,79 %24,16 %18,73 %13,71 %13,60 % FWCDUAfDGrüneSPDGewinne und Verlusteim Vergleich zu 2019 %p 12 10 8 6 4 2 0 −2 −4 −6 −8+0,59 %p−2,34 %p+11,53 %p−6,99 %p−2,80 %pFWCDUAfDGrüneSPD |
| CDU                               | Christlich Demokratische Union Deutschlands               | 24,16   | 4          | 26,5   | 5          | Kommunalwahl 2024 %3020100 29,79 %24,16 %18,73 %13,71 %13,60 % FWCDUAfDGrüneSPDGewinne und Verlusteim Vergleich zu 2019 %p 12 10 8 6 4 2 0 −2 −4 −6 −8+0,59 %p−2,34 %p+11,53 %p−6,99 %p−2,80 %pFWCDUAfDGrüneSPD |
| AfD                               | Alternative für Deutschland                               | 18,73   | 3          | 7,2    | 1          | Kommunalwahl 2024 %3020100 29,79 %24,16 %18,73 %13,71 %13,60 % FWCDUAfDGrüneSPDGewinne und Verlusteim Vergleich zu 2019 %p 12 10 8 6 4 2 0 −2 −4 −6 −8+0,59 %p−2,34 %p+11,53 %p−6,99 %p−2,80 %pFWCDUAfDGrüneSPD |
| GRÜNE                             | Bündnis 90/Die Grünen                                     | 13,71   | 3          | 20,7   | 4          | Kommunalwahl 2024 %3020100 29,79 %24,16 %18,73 %13,71 %13,60 % FWCDUAfDGrüneSPDGewinne und Verlusteim Vergleich zu 2019 %p 12 10 8 6 4 2 0 −2 −4 −6 −8+0,59 %p−2,34 %p+11,53 %p−6,99 %p−2,80 %pFWCDUAfDGrüneSPD |
| SPD/UL                            | Sozialdemokratische Partei Deutschlands/Unabhängige Liste | 13,60   | 3          | 16,4   | 3          | Kommunalwahl 2024 %3020100 29,79 %24,16 %18,73 %13,71 %13,60 % FWCDUAfDGrüneSPDGewinne und Verlusteim Vergleich zu 2019 %p 12 10 8 6 4 2 0 −2 −4 −6 −8+0,59 %p−2,34 %p+11,53 %p−6,99 %p−2,80 %pFWCDUAfDGrüneSPD |
| gesamt                            | gesamt                                                    | 100,0   | 18         | 100,0  | 18         | Kommunalwahl 2024 %3020100 29,79 %24,16 %18,73 %13,71 %13,60 % FWCDUAfDGrüneSPDGewinne und Verlusteim Vergleich zu 2019 %p 12 10 8 6 4 2 0 −2 −4 −6 −8+0,59 %p−2,34 %p+11,53 %p−6,99 %p−2,80 %pFWCDUAfDGrüneSPD |
| Wahlbeteiligung                   | Wahlbeteiligung                                           | 59,72 % | 59,72 %    | 54,9 % | 54,9 %     | Kommunalwahl 2024 %3020100 29,79 %24,16 %18,73 %13,71 %13,60 % FWCDUAfDGrüneSPDGewinne und Verlusteim Vergleich zu 2019 %p 12 10 8 6 4 2 0 −2 −4 −6 −8+0,59 %p−2,34 %p+11,53 %p−6,99 %p−2,80 %pFWCDUAfDGrüneSPD |

### Bürgermeister und Verwaltung
Bürgermeister der Gemeinde ist seit April 2007 Ralf Baumert (SPD). Er wurde 2015 und 2023 wiedergewählt. Die Gemeinde ist mit den Gemeinden Steißlingen und Volkertshausen an der Vereinbarten Verwaltungsgemeinschaft der Stadt Singen (Hohentwiel) beteiligt.

### Wappen
| Wappen der Gemeinde Rielasingen-Worblingen | Blasonierung: „In zweimal gespaltenem Schild vorn in Blau ein goldener (gelber) Krummstab mit goldenem (gelbem) Pannisell, in der Mitte in Gold (Gelb) übereinander drei rote Rosen mit grünen Kelchblättern, hinten in Rot ein silberner (weißer) Flügel.“ |
| Wappen der Gemeinde Rielasingen-Worblingen | Wappenbegründung: Die Gemeinde entstand durch Vereinigung von Rielasingen und Worblingen am 1. Januar 1975, und schon am 8. November 1974 wurden das Wappen und die Flagge der neuen Gemeinde vom Innenministerium verliehen. Der Abtsstab stammt aus dem Wappen der 1936 nach Rielasingen eingegliederten Gemeinde Arlen. Er weist auf das Kloster St. Georgen in Stein am Rhein hin, das hier im Mittelalter begütert war. Die Rosen spielen auf das Wappen der Herren von Rosenegg an, der Ortsherren in Rielasingen im 14. Jahrhundert. Der Flügel ist das Wappen der Familie von Liebenfels, der Grundherrschaft seit Beginn des 18. Jahrhunderts in Worblingen, und aus dem Worblinger Wappen entnommen. |

Wappen der ehemals selbständigen Gemeinden
| Rielasingen | Arlen | Worblingen |
| ----------- | ----- | ---------- |

### Städtepartnerschaften
Die Partnerschaft mit Nogent-sur-Seine in der Region Grand Est (Frankreich) besteht seit 1973, mit dem Schweizer Ort Lostorf im Kanton Solothurn wurde die Partnerschaft 1998 beurkundet. Ardea in der Region Latium (Italien) ist die neueste Partnerstadt, diese Partnerschaft besteht seit 2002.

## Kultur und Sehenswürdigkeiten

### Bauwerke
- Die katholische Pfarrkirche St. Barholomäus im Hauptort Rielasingen wurde 1961/62 nach Plänen von Justus Dahinden erbaut.[7]
- In Arlen befindet sich die katholische Pfarrkirche St. Stephan und Blasius. Das gegenwärtige Kirchengebäude entstand nach dem 1962 erfolgten Abriss der früheren spätgotischen Kapelle.[8] Das Richtfest des vom Schweizer Architekten Justus Dahinden entworfenen Kirchengebäudes wurde am 17. März 1964 gefeiert.[9] Die Kirche wurde nach einem Brandschaden 1988 renoviert.
- Eine mittelalterliche Burgruine, die Burg Rosenegg, befindet sich am Hang des Rosenegg 1500 Meter von Rielasingen.
- Burg Worblingen
- Skulpturenweg Rielasingen-Worblingen

### Museen
Im Alten Rathaus in Worblingen ist das Dorfmuseum untergebracht.

### Sport
In Rielasingen-Worblingen ist der Fußballverein 1. FC Rielasingen-Arlen beheimatet, der in der sechstklassigen Verbandsliga Südbaden spielt.
Im DFB-Pokal 2017/18 nahm der Verein zum ersten Mal in seiner Vereinsgeschichte an der Hauptrunde teil und traf dort in der ersten Runde auf Titelverteidiger Borussia Dortmund. Der Bundesligist gewann das Spiel, das am 12. August 2017 im Freiburger Dreisamstadion ausgetragen wurde, mit 4:0.
Im DFB-Pokal 2020/21 nahm der Verein erneut teil und traf in der ersten Runde auf den Zweitligisten Holstein Kiel. Aufgrund des hohen wirtschaftlichen und organisatorischen Aufwands, der zur Einhaltung des Corona-Hygienekonzepts nötig war, und der fehlenden Zuschauereinnahmen trat der 1. FC Rielasingen-Arlen, mit Erlaubnis des DFB, das Heimrecht ab. Die beiden Vereine trafen am 13. September 2020 im Holstein-Stadion aufeinander welches Kiel mit 7:1 gewann.

### Bildung
Mit der Ten-Brink-Schule gibt es eine Gemeinschaftsschule in der Gemeinde. Dazu bestehen noch drei reine Grundschulen (Hardbergschule, Hebelschule, Scheffelschule). Außerdem gibt es drei gemeindliche, zwei römisch-katholische und 2 freie Kindergärten.

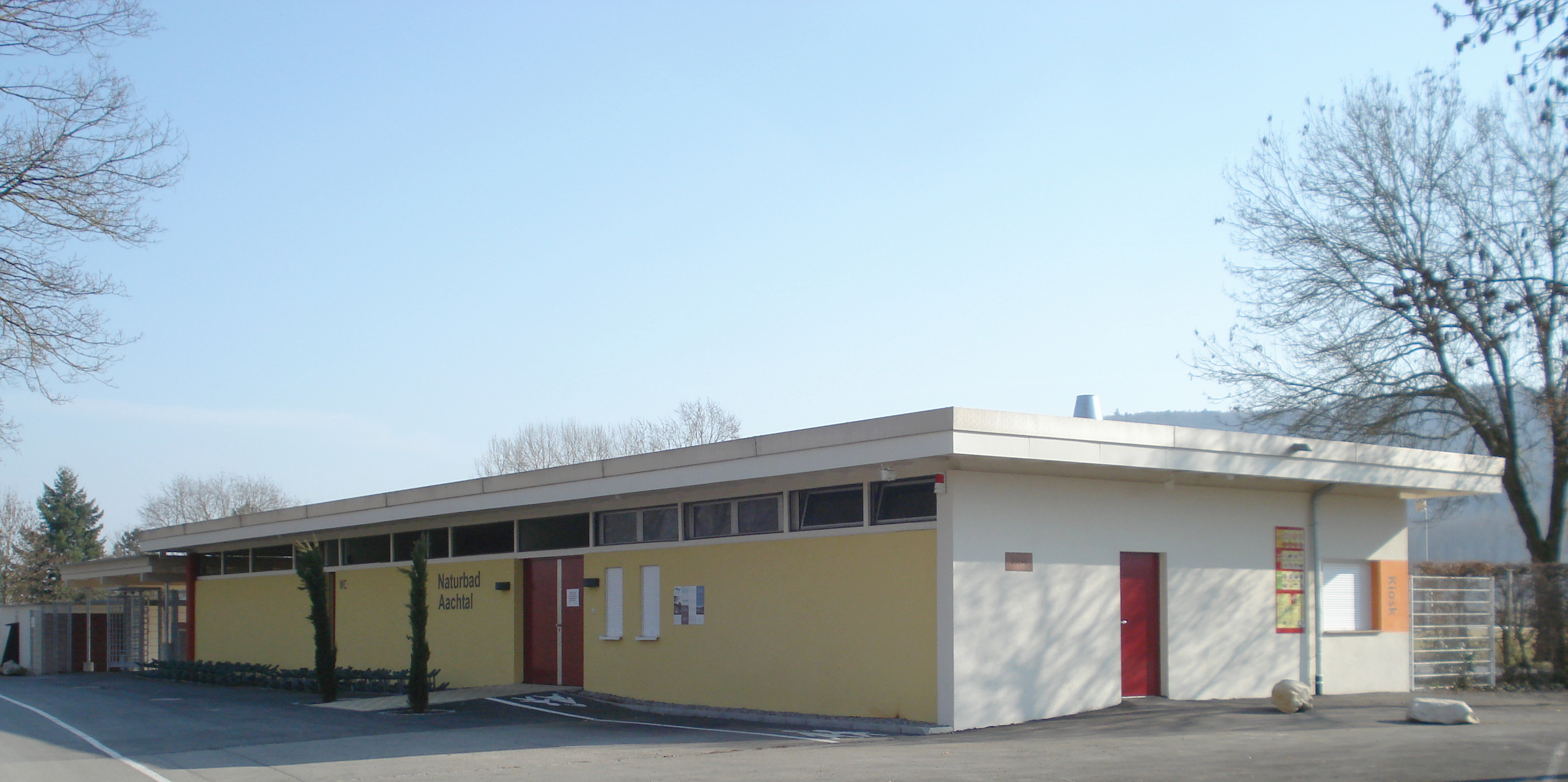
Naturbad im Ortsteil Worblingen

### Öffentliche Einrichtungen
In der Gemeinde gibt es eine öffentliche Bücherei und seit 2009 an der Aach ein Naturbad.
Im Januar 2012 wurden die neuen „Talwiesenhallen“ eröffnet (für „Kultur Sport Tagung“), wodurch die marode gewordene Rosenegghalle ersetzt wurde.

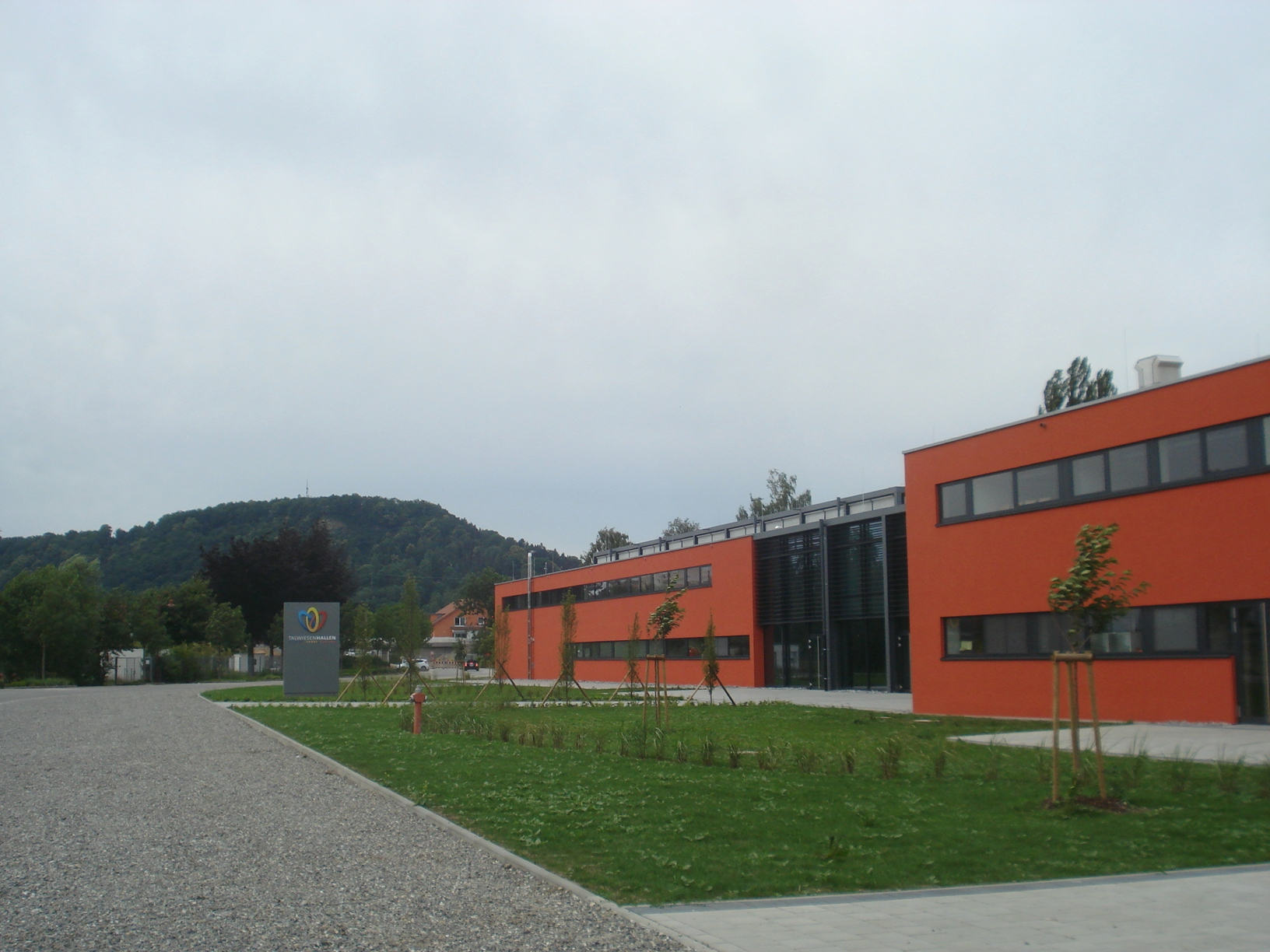
Die 2012 neu eingeweihte Talwiesenhalle vor dem Hausberg Rosenegg

## Verkehr

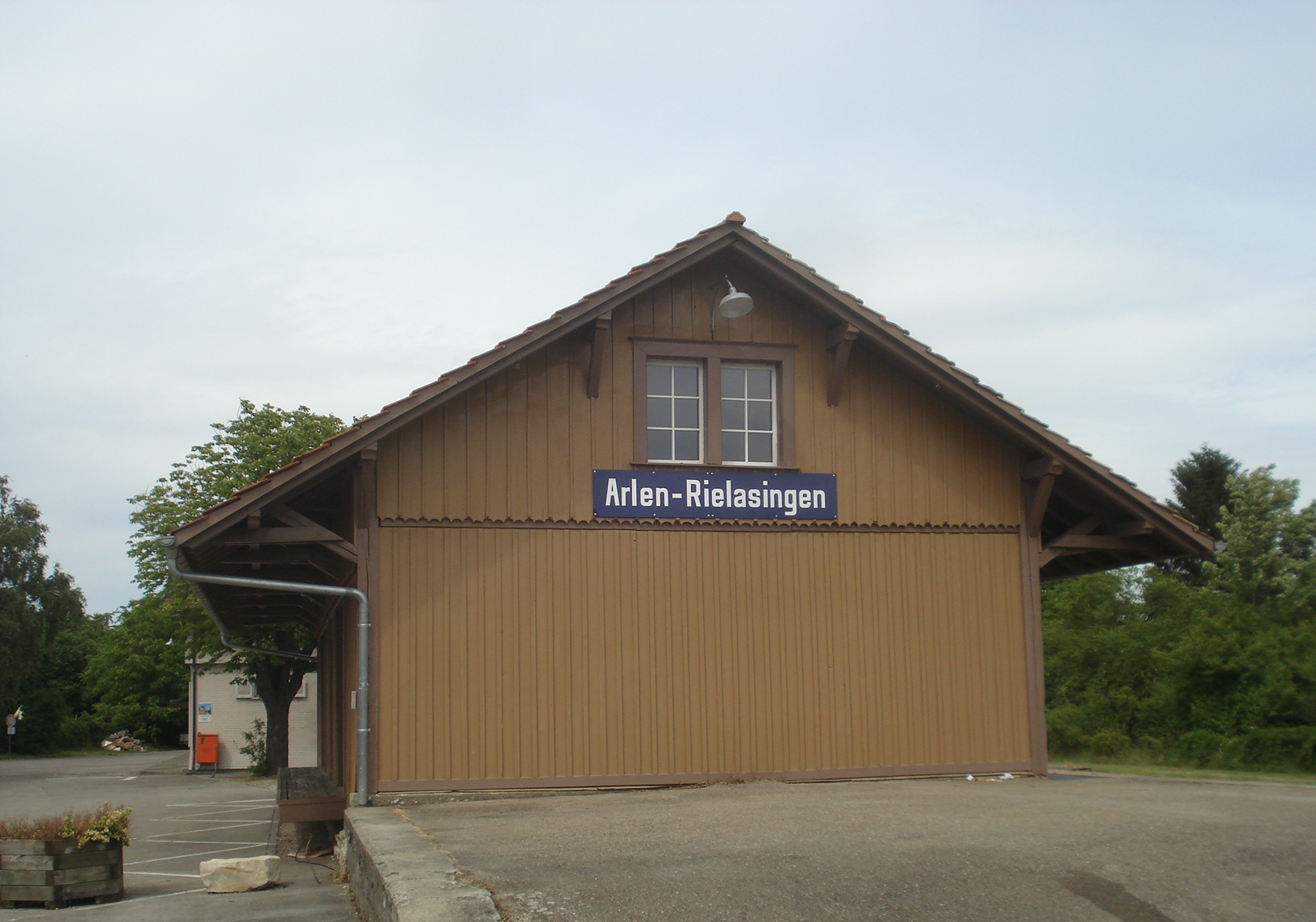
Ehemaliger SBB-Bahnhof

Der Bahnhof Rielasingen liegt an der Bahnstrecke Etzwilen–Singen. Auf dieser Strecke verkehren jedoch seit 1969 keine Personenzüge und seit 2004 keine Güterzüge mehr. Die Strecke wird noch von einer Museumsbahn befahren. Seit 2011 finden Museumsbahnfeste am Bahnhof Arlen-Rielasingen statt.
Der nächste Bahnhof befindet sich in Singen (Hohentwiel). Es verkehrt ein Linienbus von Singen (Hohentwiel) über Rielasingen nach Stein am Rhein im Schweizer Kanton Schaffhausen. Dadurch ist eine gute Anbindung an die Schweiz gegeben.
Durch eine Alltagsroute aus dem Radnetz Baden-Württemberg ist Rielasingen mit Singen und Richtung Ramsen und Stein am Rhein verbunden.
Durch die Gemeinde verläuft als Landes-Radfernweg der Heidelberg-Schwarzwald-Bodensee-Radweg. Er führt von Heidelberg nach Radolfzell. Er führt von Donaueschingen kommend über Tengen, Hilzingen, Singen, Rielasingen-Worblingen, den Singener Stadtteil Bohlingen und Moos an sein Ziel.

## Persönlichkeiten
- Mayer Randegger (1780–1853), Lehrer und Rabbiner
- Emanuel Rothschild (1849–1912), Politiker und Unternehmer
- Karl Schmid (1923–1993), Mediävist
- Nino Korda (1927–2013), Schauspieler
- Bruno Epple (1931–2023), Maler und Dichter
- Dietmar Bührer (* 1947), Fotograf
- Jürgen Krüger (* 1950), Kunsthistoriker und Verleger
- Petra Selg (* 1961), Politikerin (Bündnis 90/Die Grünen)
- Sabine von Heusinger (* 1964), Mediävistin
- Jürgen Klöckler (* 1965), Archivar und Historiker
- Saskia Frank (* 1987), Politikerin (Bündnis 90/Die Grünen), Gemeinderätin in Rielasingen-Worblingen